# Хуан I (король Кастилии)
Хуан I Кастильский (исп. Juan I de Castilla; 24 августа 1358, Эпила, Королевство Арагон — 9 октября 1390, Алькала-де-Энарес) — король Кастилии и Леона с 1379 года. Сын Энрике II Кастильского и Хуаны де Вильена.

## Биография
В начале правления Хуан столкнулся с претензиями на кастильский трон со стороны Джона, герцога Ланкастерского, женатого на дочери Педро Жестокого Констанции. В конце концов был заключён мир; дочь герцога Ланкастера Кэтрин вышла замуж за сына Хуана I, будущего короля Энрике III.
Дважды воевал с Португалией. Первая война закончилась в 1382 году миром в Бадахосе, по условиям которого Хуан женился на дочери португальского короля Фернанду I Беатрисе.
В следующем году Фернанду умер, не оставив сыновей. Хуан предъявил права на португальский престол по праву Беатрисы, но кортесы избрали королём незаконнорождённого брата Фернанду, Жуана I. Кастильский король дважды вторгался в Португалию. В 1384 году его вторжение закончилось поражением при Атолейруше, а 14 августа 1385 года Хуан в ходе второго вторжения был разбит в генеральном сражении при Алжубарроте.
Во внутренней политике Хуан был также неудачлив — он не сумел достойно противостоять галисийским и басконским феодалам, в результате чего они фактически не подчинялись короне. Тем не менее Хуан I был популярен в народе, поскольку был красивым и отзывчивым человеком, заботившимся об облегчении участи простого люда.
В 1379 году основал рыцарский Орден Голубя, который просуществовал всего год.
Оставил несколько баллад.
Погиб при падении с лошади во время прогулки.